# Torben Müsel
Torben Müsel (* 25. Juli 1999 in Grünstadt) ist ein deutscher Fußballspieler. Er steht seit Ende Januar 2023 bei Rot-Weiss Essen unter Vertrag. Müsel kann sowohl im Sturm als auch im offensiven Mittelfeld (Hängende Spitze) eingesetzt werden.

## Karriere

### Verein
Müsel wuchs im pfälzischen Colgenstein-Heidesheim bei Grünstadt auf. Mit dem Fußballspielen begann er im Nachbarort beim SV Obersülzen. Im Jahre 2006 wechselte er in die Jugend des 1. FC  Kaiserslautern, bei dem er zur Saison 2017/18 seinen ersten Profivertrag unterzeichnete. Sein Profidebüt feierte Müsel am 25. September 2017 bei der 0:4-Auswärtsniederlage gegen den 1. FC Union Berlin. Zum ersten Mal in der Startelf stand er am 16. Dezember 2017 beim Heimspiel gegen den 1. FC Nürnberg, das 1:1 endete. Er erzielte keinen Treffer für die Profis.
Nach dem Abstieg des FCK in die 3. Fußball-Liga wechselte Müsel zur Folgesaison 2018/19 zum Bundesligisten Borussia Mönchengladbach. Hier kam er in seiner ersten Saison nur in der zweiten Mannschaft zum Einsatz und absolvierte 30 Partien in der Regionalliga West. Seinen ersten Einsatz in der Bundesliga feierte Müsel am 20. Juni 2020, als er am 33. Spieltag im Auswärtsspiel beim SC Paderborn kurz vor Schluss eingewechselt wurde. Sein zweiter Einsatz erfolgte am 20. November 2021 beim Heimspiel gegen Greuther Fürth.
Mitte Januar 2022 verlängerte Borussia seinen Vertrag bis Sommer 2024. Zugleich wurde Müsel für den Rest der Saison 2021/22 an den belgischen Erstdivisionär KAS Eupen ausgeliehen. Müsel bestritt für Eupen 9 von 12 möglichen Ligaspielen und ein Pokalspiel. Da die KAS Eupen sich nicht für die Play-off-Runde der Division 1A qualifizierte, endete für ihn die Saison Mitte April 2022. Müsel kehrte für das Training zu Borussia Mönchengladbach zurück, war aber bis zum Ende der deutschen Saison nicht spielberechtigt.
In der Saison 2022/23 kam Müsel unter Daniel Farke in keinem Pflichtspiel zum Einsatz. Er spielte bis zur Winterpause lediglich für die zweite Mannschaft, für die er in 10 Regionalligaspielen 5 Tore erzielte. Ende Januar 2023 wechselte Müsel in die 3. Liga zum Aufsteiger Rot-Weiss Essen, bei dem er einen Vertrag bis zum 30. Juni 2024 unterschrieb.

### Nationalmannschaft
Müsel absolvierte Länderspiele für die deutsche U-18-, die U-19- und die U-20-Nationalmannschaft.

## Sonstiges
Torben Müsel stammt aus einer vom Fußball geprägten Familie. Sein Vater Harald war im hochklassigen Amateurfußball als Spieler und Trainer aktiv, unter anderem für die Amateure des FCK, sein jüngerer Bruder Sören spielte für deren A-Jugend und ist inzwischen im Herrenbereich beim Landesligisten VfR Grünstadt aktiv.